# StudioTools
 (mars 2013).
Si vous disposez d'ouvrages ou d'articles de référence ou si vous connaissez des sites web de qualité traitant du thème abordé ici, merci de compléter l'article en donnant les références utiles à sa vérifiabilité et en les liant à la section « Notes et références ».
Autodesk StudioTools est une famille de produits de Conception assistée par ordinateur édité par Alias. Le système de base s'appelle DesignStudio ; Studio est un cran plus élevé et finalement AutoStudio est le produit haut-de-gamme avec toutes les options.